# Блинов, Владимир Карпович
Владимир Карпович Блинов (1 января 1904 — 10 апреля 1990) — сержант Рабоче-крестьянской Красной Армии, участник Великой Отечественной войны, Герой Советского Союза (1945).

## Биография
Владимир Блинов родился 1 января 1904 года в деревне Брод (ныне — Великолукский район Псковской области) в крестьянской семье. После окончания сельской школы работал в колхозе, был его председателем. В 1940 году вступил в ВКП(б). В июле 1941 года был призван на службу в Рабоче-крестьянскую Красную Армию. После окончания полковой школы был направлен на фронт Великой Отечественной войны. К сентябрю 1944 года сержант Владимир Блинов командовал сапёрным отделением 170-го отдельного инженерно-сапёрного батальона 14-й инженерно-сапёрной бригады 65-й армии 1-го Белорусского фронта. Отличился во время форсирования реки Нарев.
6 сентября 1944 года Блинов вместе со своим отделением обеспечил переправу через реку в 10 километрах к северу от польского города Сероцк танков, техники и боеприпасов ряда советских подразделений.
Указом Президиума Верховного Совета СССР от 24 марта 1945 года сержант Владимир Блинов был удостоен высокого звания Героя Советского Союза с вручением ордена Ленина и медали «Золотая Звезда».
После окончания войны Блинов был демобилизован. Проживал в Риге, работал в трамвайно-троллейбусном парке.
Был также награждён орденами Отечественной войны 1-й степени и Славы 3-й степени, а также рядом медалей.
Умер 10.04.1990 года, похоронен под Ригой (Рамово, Кекавской волости).